# كريستينا موزر
كريستينا موزر (بالألمانية: Christina Helga Moser)‏ هي لاعب هوكي الحقل ألمانية، ولدت في 23 سبتمبر 1960 في برلين في ألمانيا.

## وصلات خارجية
- كريستينا موزر على موقع اللجنة الأولمبية الدولية (الإنجليزية)
- كريستينا موزر على موقع أوليمبيديا (الإنجليزية)